# Gasha
Gasha, née Gah-Ndo Ashuembom Amabo le 18 mars 1991 à Bamenda, est une chanteuse camerounaise d'afropop, d'afrobeats et de soul. Elle s'est fait connaître en octobre 2013 avec son premier single Kaki Mbere. 

## Biographie
Gasha naît le 18 mars 1991 à Bamenda au Cameroun où elle a grandi avec ses parents originaires de Bafut dans la région du Nord-Ouest du pays. Elle a commencé à chanter à l'âge de 11 ans au lycée, influencée par des artistes tels que Tracy Chapman, Sam Cooke, Jason Mraz, Richard Bona, Coldplay, Eboa Lotin, Lauryn Hill et Donny Elwood.
En 2013, elle sort son premier single Kaki Mbere, une chanson afrobeat produite par le producteur de musique camerounais DiJay Pazzo. La chanson a connu un énorme succès et l'a rendue populaire sur la scène musicale nationale et africaine.
En 2014, elle a reçu le prix de la meilleure artiste féminine pour l'Afrique centrale lors des African Muzik Magazine Awards (AFRIMMA) à Dallas, au Texas. En 2015, elle a enregistré Chill avec l'artiste ougandais Eddy Kenzo.
Elle a ensuite collaboré avec le concours Miss Africa USA pour la campagne et la bande sonore Women Will Change Africa. Dans la chanson, Gasha chante en pidgin et en anglais.

## Discographie

### Singles
- 2013 : Kaki Mbere
- 2013 :  This Life
- 2014 : Faya di Burn ft. Magasco
- 2014 :  I notice
- 2014 : There he goes
- 2014 : The Date
- 2015 : Black I am ft. Stanley Enow
- 2015: Women Will Change Africa (EP)
- 2016 : Ma kong Wa
- 2016 : this Life Remix ft. LAW G
- 2017 : Back To Reality
- 2017 : Murder
- 2017 : We Still Dey ft. Nabil
- 2018 : Le Meilleur

## Prix et distinctions
- 2015 : Meilleure artiste féminine pour l'Afrique centrale à AFRIMMA